# Cairde
Cairde [ˈkɑːɾʲdʲə] (irisch „Freunde“) ist der Name einer im Jahr 2020 gegründeten irischen Stepptanzgruppe, die aus sieben Männern besteht. Sie performen den auf der Insel Irland traditionellen Stepptanz in moderner Version. Mediale Beachtung stellte sich im August 2020 ein, drei Monate nach Gründung.

## Stepptanz

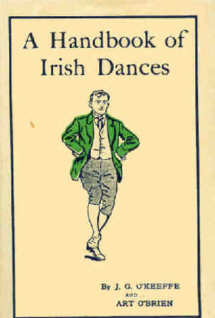
5. Auflage, 1934

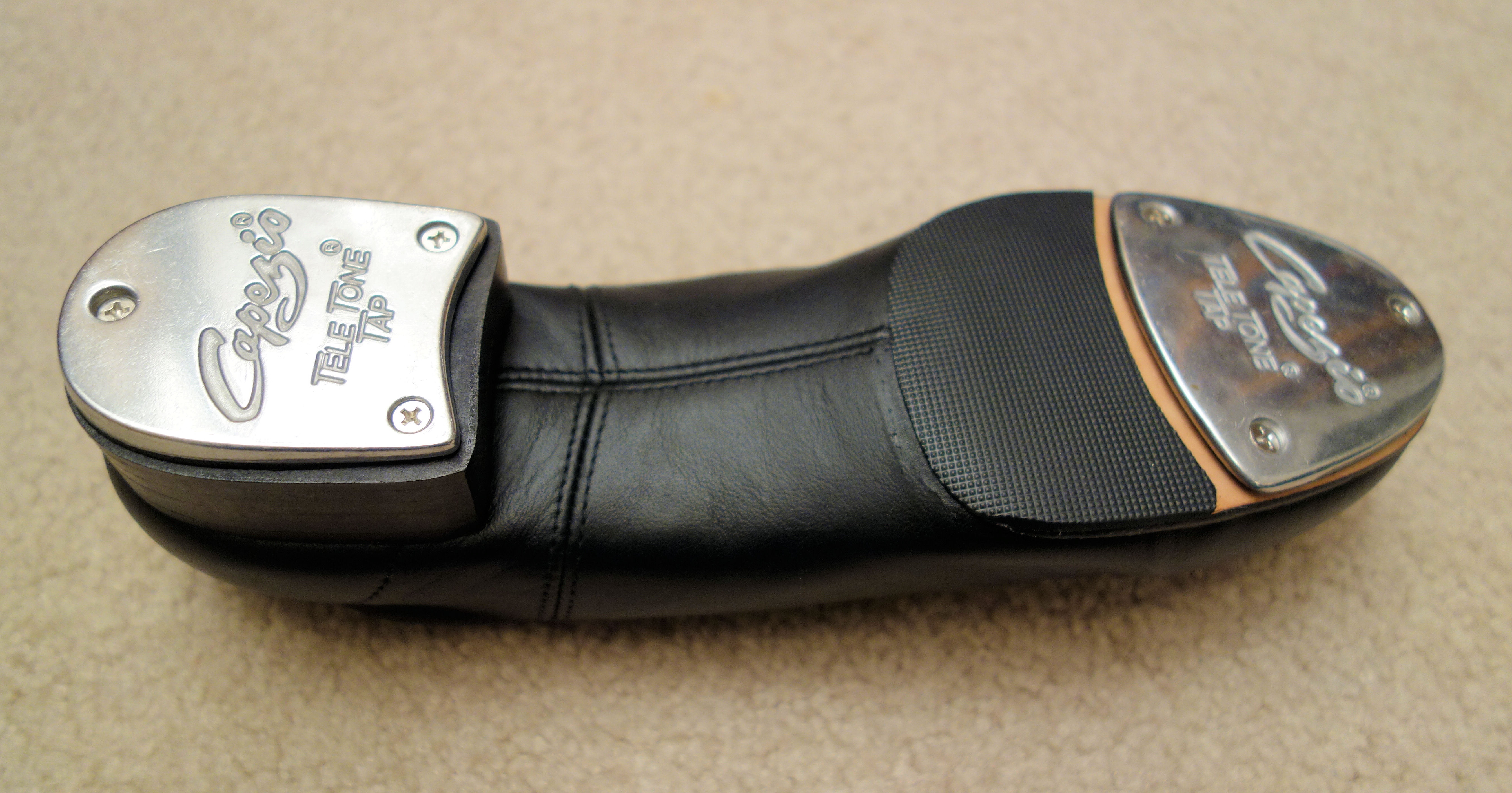
Herkömmlicher Stepptanzschuh mit Spitze und Absatz aus Metall

Stepptanz ist eine Variante des Irish Dance und hat in Irland eine lange Tradition. Er wird in der Regel zu irischer Folkmusik und in traditionellen Trachten dargeboten. Cairde dagegen wählt zeitgemäße Musik und moderne Choreografien, wie das Lifestyle-Magazin Euromaxx der Deutschen Welle im März 2021 unter dem Titel Irish Dance als viraler Hit berichtete. In einem beigefügten Video ist zu erfahren, dass die Schuhe für den Irish Dance – anders als andere Schuhe für den Stepptanz – mit einer Spitze aus Keramik und einem Absatz aus Plastik versehen seien. Deshalb könnten andere Töne erzeugt werden.
Im Video der Deutschen Welle berichten die Gruppenmitglieder, dass sie diese Form des irischen Tanzes publik machen und dafür ein neues Publikum erreichen wollen, indem sie ihn mit moderner Musik kombinieren. Die Gruppe versuche Elemente aus dem Jazz Dance, aus Hip-Hop und dem Irish Dance miteinander zu verbinden. In auch optischer Abgrenzung zu herkömmlicher Darbietung präsentieren sich die Tänzer in saloppem Outfit. Ihre Absicht sei es, den Irish Dance zu modernisieren.

## Geschichte der Gruppe
Gegründet hat sich Cairde im Jahr 2020, obwohl sich die Mitglieder der Gruppe schon lange kennen, teils seit der Kindheit, teils aus gemeinsamen Auftritten bei Wettbewerben. Vor der offiziellen Gruppengründung hatte die Gruppe laut ihrem Gründungsmitglied Ronan O’Connell lediglich eine Seite auf Instagram mit rund 300 Followern. Erst nachdem alle sieben ihren Abschluss der Sekundarschule erworben hatten, habe sich das geändert.
Alle Mitglieder der Gruppe erlernten den Stepptanz in der frühen Kindheit. Weil sie wegen der Corona-Pandemie nicht auftreten konnten, begannen sie Videos zu produzieren, die sie auf dem Videoportal TikTok einstellten. Dort bekamen die Twens in kurzer Zeit viel Aufmerksamkeit, ihre Videos gingen viral. Das nordamerikanische Medienportal IrishCentral berichtete im Oktober 2020, Cairde habe in nur drei Monaten auf TikTok über 1,5 Millionen Anhänger gewonnen.
Nach eigenem Bekunden würde eine Gruppe 15 Jahre trainieren müssen, um das Tanzniveau von Cairde zu erreichen. Die Entwicklung der Choreografie allein für einen kurzen Videoclip bedürfe zwei bis drei Tage Arbeit.
Am 28. August veröffentlichte Cairde ihr beliebtestes Video, das mehr als 80 Millionen Mal angesehen wurde. Nach ihrem Durchbruch präsentierte sich die Gruppe unter anderem in der irischen Talkshow The Late Late Show und am Saint Patrick’s Day bei der Nachrichtensendung Good Morning America der amerikanischen Rundfunkgesellschaft ABC.
Die Verbreitung der Videos trug laut O’Connell dazu bei, den irischen Tanz Menschen nahezubringen, die zuvor davon noch nie gehört hatten. Cairde habe sich, so IrishCentral, innerhalb kürzester Zeit zu der mit Abstand beliebtesten irischen Tanzgruppe auf TikTok entwickelt und sei inzwischen unter anderem in Großbritannien, Frankreich, Russland und den Philippinen bekannt.

## Gruppenmitglieder
Die sieben Tänzer stammen aus Galway, der Grafschaft Clare und Cork. Inzwischen haben sie sich in einem kleinen Ort nahe Galway in der irischen Provinz Connacht niedergelassen, wo sie zusammen in einem Haus leben und gemeinsam trainieren. Ihren Namen wählten sie in Anlehnung an ein Café in Ennis, das Cairde heißt und ihnen ein beliebter Treffpunkt war.
- Brian Culligan ist 20 Jahre alt (Stand: 2021) und kommt aus Clare im Westen Irlands. Während der vergangenen vier Jahre tanzte er an der Croghan Greene Academy in Munster und belegte eigenen Angaben zufolge bei den Weltmeisterschaften 2017 den 8. Platz. Zwei Jahre später erwarb er seinen Schulabschluss und begann am Mary Immaculate College zu studieren – Bachelor im Education-Programm. Culligan strebt eine Profi-Karriere in irischem Tanz an.[4]
- Francis Fallon tanzt als 21-Jähriger für die Hession-Schule in Galway (Stand: 2021). Er studiert an der National University of Ireland in Galway Wirtschaft. Im Alter von fünf Jahren begann er mit dem Tanzen. Bei den Weltmeisterschaften in Greensboro/USA im Jahr 2019 belegte er den 2. Platz. Fallon tanzte eigenen Angaben zufolge mit verschiedenen professionellen Tänzern, unter anderem mit Michael Flatley bei Lord of the Dance.[5]
- Dara Kelly tanzt ebenfalls für die Hession-Schule in Galway (Stand: 2021). Er fing im Alter von vier Jahren an zu tanzen. Er habe, so sagt er, zahlreiche Wettbewerbsmedaillen und die Connacht-Tanzmeisterschaften gewonnen. Im Jahr 2018 gewann er gemeinsam mit Ronan O’Connell einen Preis, der sie nach New York führte, wo sie mit dem Broadway Dance Center[6] tanzten. Auch an der Show von Trad on the Prom[7] nahmen beide teil.[8]
- Stephen McGuinness, im Jahr 2021 zwanzig Jahre alt, stammt aus Ennis in der Grafschaft Clare. Er tanzt nach eigenen Angaben seit seinem siebten Lebensjahr und lernte den Irish Dance auf der Michael Donnellan Schule. Er will an der National University of Ireland in Galway Betriebswirtschaftslehre studieren, zugleich aber das Tanzen nicht aufgeben und mit der Kilfenora Céilí Band weiterhin auf Tournee gehen. Darüber hinaus bereite er sich auf weitere Wettbewerbe vor. Er sei der einzige Tänzer in seiner Familie. Seit nahezu 8 Jahren sei er mit den anderen Mitgliedern von Cairde befreundet.[9]
- Seamus Morrison ist 20 Jahre alt (Stand: 2021) und tanzt für die Mulcahy School für irischen Tanz in Cork. Er hat zahlreiche Medaillen bei internationalen Wettbewerben und zwei Munster-Titel gewonnen. Er habe, so sagt er, auf der ganzen Welt getanzt und war auf Tour mit den Danceperados of Ireland. Bei den Weltmeisterschaften in Montreal erreichte er den 7. Platz. Morrisson möchte gern mit Riverdance oder Lord of the Dance auftreten und hofft auf eine Show mit Cairde, mit deren Mitglieder er seit über zehn Jahren tanzt.[10]
- Ronan O’Connell ist eines der Gründungsmitglieder von Cairde.[2] Er ist 19 Jahre alt (Stand: 2021) und tanzt wie einige seiner Kollegen an der Hession School in Galway. Er erwarb fünf Medaillen bei internationalen Wettbewerben sowie Podiumsplatzierungen bei den All Scotland Championships.[11] Er habe am Broadway getanzt und trete regelmäßig bei Trad on the Prom[7] in Galway auf.[12]
- Ethan Quinton ist 20 Jahre alt (Stand: 2021) und tanzt an der Michael Donnellan School of Irish Dancing in Munster. Mit fünf Jahren fing er an, zu tanzen. Bei den Dublin Worlds im Jahr 2017 bekam er eine Medaille und belegte den 4. Platz bei den Irish Nationals. Auch tourte er mit Michael Flatleys Feet of Flames in Taiwan.[13]

## Medienecho
Im Oktober 2020 berichtete IrishCentral über Cairde. Irlands privater Radiosender Today FM berichtete im Februar 2021 und sprach von einer irischen Lockdown-Erfolgsstory. Allein ihr Video Banjo Beats verzeichne über 87 Millionen Aufrufe. Am 23. März berichtete das ZDF in seiner Nachrichtensendung heute – in Europa über Cairde. Ihre Tänze sähen „ganz unbeschwert und spontan aus“ und das vor „der spektakulären Kulisse Irlands“. Im beigefügten Video heißt es, die „Jungs“ hätten „Dynamit in den Beinen“ und „Feingefühl bis in die Fußspitze“. Ebenfalls im März 2021 berichtete die ARD in der Sendung Euromaxx mit einem ausführlichen Video. Kritische Stimmen gibt es bisher nicht.